# The Night Before Halloween
The Night Before Halloween (Originaltitel: Mischief Night) ist ein US-amerikanischer Horrorfilm von Richard Schenkman aus dem Jahr 2013.

## Handlung
In der Nacht vor Halloween genießt Kim die Zeit mit ihrem Liebhaber Will, als sie plötzlich Geräusche aus der unteren Etage hören, die vom Fernseher zu kommen scheinen. Will ist sich sicher, den Fernseher nicht eingeschaltet zu haben, beide verlassen jedoch das Badezimmer, um nachzusehen. Als sie das Wohnzimmer erreichen, erklingt kurz darauf der Signalton der Mikrowelle, woraufhin sie in die Küche gehen. Während Kim es als einen Streich von Jugendlichen abtut, fühlt sich Will unwohl bei der Sache. Er möchte Hilfe rufen. Da jedoch das Festnetztelefon nicht funktioniert und sie ihre Handys nicht finden können, weist er seine Geliebte an, sich im Schrank zu verstecken, während er nachsehen geht. Kurz darauf hört sie Will schreien, und als sie vor dem Schrank Schritte hört und die Silhouette eines Mannes in einer gelben Regenjacke sieht, hält sie die Luft an. In einem günstigen Moment tritt Kim aus dem Schrank, greift nach den Autoschlüsseln und verlässt das Haus. Als sie am Auto ankommt, springt dieses nicht an. Sie sitzt nun in der Falle des Einbrechers, der ihren Geliebten ermordet hat.
Neun Jahre später sitzt Emily bei ihrer Therapeutin Dr. Pomock, da sie den Tod ihrer Mutter noch nicht verarbeitet hat und sich selbst die Schuld an deren Tod gibt. Seit dem Tod ihrer Mutter leidet Emily an Asthma und psychosomatischer Blindheit. Es ist die Nacht vor Halloween und Emilys Vater David ist zu einem Date verabredet, weshalb Emily alleine in ihrem großen Elternhaus ist. Sie kocht sich Abendessen und möchte anschließend fernsehen, doch sie erschreckt sich vor dem plötzlich piependen Rauchmelder. Beim Versuch, ihn auszuschalten, stößt sie eine Glasschüssel von der Theke. Kurz darauf klopft es an der Tür. Aus Angst ruft sie ihren Dad und ihren Freund Jimmy an und sagt letzterem, dass er bitte zu ihrem Haus kommen soll. Anschließend sieht sie weiter fern. Unter der Tarnung der Fernsehgeräusche verschafft sich der unbekannte Einbrecher im gelben Regenmantel Zutritt zum Haus.
Emily tritt in eine der Glasscherben und verletzt sich am Fuß, woraufhin sie sich in das Badezimmer im ersten Stock begibt, um die Wunde zu reinigen. In der Zwischenzeit kommt ihre Tante Lauren am Haus der Waltons an, da sie ein altes Kostüm von Emily für ihre Tochter abholen möchte. Kurz bevor sie mit dem Kostüm das Haus verlassen kann, wird sie von dem Unbekannten mit einem Messer erstochen. Als Emily daraufhin nach ihr sucht und einen Anruf über Laurens Handy erhält, macht der Killer sich bemerkbar, indem er das Telefon auf laut stellt. Emily rennt daraufhin in die Küche, um sich mit einem Messer zu bewaffnen und zieht sich ins Obergeschoss zurück.
Kurz darauf trifft Jimmy ein und zusammen suchen sie das Haus nach dem unbekannten Eindringling ab. Als sie Blutspuren in der Küche finden und Emily diese ihrer Wunde zuweist, geht Jimmy ins Badezimmer, um Verbandszeug zu holen. Doch in der Zwischenzeit begibt sich der Killer zu Emily. Sie geht zunächst davon aus, dass es Jimmy ist, als sie jedoch merkt, dass es sich um den Killer handelt, flüchtet sie ins Gäste-WC. Dort hat sie einen Asthmaanfall. Nachdem sie sich beruhigt hat, versucht sie mit ihrem Handy die Polizei und ihren Vater anzurufen, was ihr allerdings nicht gelingt. Stattdessen erhält sie eine Nachricht von dem Date ihres Vaters, welches ihr berichtet, dass ihr Vater nicht zu dem Treffen erschienen ist.
Besorgt darüber bewaffnet sich Emily mit einer Spiegelscherbe und macht sich auf die Suche nach ihrem Vater, den sie schließlich im Kleiderschrank im Obergeschoss geknebelt auffindet. Der Einbrecher hat sich nun mit einer Axt bewaffnet, während David seine Pistole ergreifen konnte und dem Unbekannten eine Schussverletzung zufügen konnte.
David möchte nach Laurens Auto sehen, das immer noch in der Auffahrt steht. Als er auf dieses zugeht, wird er beinahe von diesem erfasst. Als er ins Haus zurückkehrt, weist er Emily an, nach draußen zu laufen, während er sich um die Einbrecher kümmert. Dabei rennt ein in einem gelben Regenmantel gekleideter Mann auf ihn zu, welchen er erschießt. Als er die Maske von dessen Gesicht abnimmt, erkennt er, dass es sich dabei um Jimmy, den Freund seiner Tochter, handelt.
Währenddessen findet Emily auf der Wiese die Leiche ihrer Tante Lauren. Sie flüchtet daraufhin weiter und gelangt auf eine Straße, wo sie vor einen Truck läuft. Der Truckerfahrer bietet ihr seine Hilfe an. Er wird jedoch kurz darauf von dem Killer erstochen. Emily greift zum Funkgerät und kann der Polizei ihre Notlage mitteilen. Sie flüchtet wieder zum Haus zurück. Während ihr Vater es erneut mit dem Killer aufnehmen möchte, versteckt sich Emily auf Anweisung ihres Vaters in der Garage. Dabei stellt sich heraus, dass es sich um zwei Einbrecher handelt. David wird allerdings von den beiden Killern schwer am Rücken verletzt und er kann sich noch mit Mühe in das Zimmer über der Garage schleppen. Emily folgt den Geräuschen und greift zu einer Stabkettensäge, mit der es ihr gelingt, einen der Killer zu töten. Anschließend stellt sie den Strom ab und betritt das Erdgeschoss des Hauses. Als sie auf Anweisung ihres Vaters die Pistole in der Nähe der Haustür suchen geht, kehrt ihre Sehkraft teilweise wieder zurück und sie kann den Killer erschießen. Kurz darauf trifft die Polizei am Hause der Waltons ein.

## Produktion

### Drehorte
Die Dreharbeiten fanden in Los Angeles statt.

### Synchronisation
Die deutschsprachige Synchronisation entstand nach einem Synchronbuch und unter der Dialogregie von Detlef Klein im Auftrag der DMT Studios.
| Rolle        | Darsteller        | Synchronsprecher  |
| ------------ | ----------------- | ----------------- |
| David Walton | Daniel Hugh Kelly | Holger Mahlich    |
| Dr. Pomock   | Ally Walker       | Heidi Schaffrath  |
| Emily Walton | Noell Coet        | Josephine Schmidt |
| Jimmy        | Ian Bamberg       | Lukas Sperber     |
| Lauren       | Stephanie Erb     | Anne Moll         |

## Rezeption
Der Film erhielt überwiegend negative bis ausgeglichene Kritiken und erzielte bei IMDb eine durchschnittliche Bewertung von 4,6 der möglichen 10 Punkte. Das Lexikon des internationalen Films urteilt: „Ein mit gängigen Motiven und filmgeschichtlich bewährten Mustern inszenierter B-Horrorthriller, der nicht mit Schockmomenten geizt.“
Der Film wurde 2014 für den Saturn Award der Academy of Science Fiction, Fantasy & Horror Films in der Kategorie Best DVD/Blu-Ray Release nominiert.